# Hali Flickinger
Hali Flickinger (York, 7 luglio 1994) è una nuotatrice statunitense.

## Palmarès
- Olimpiadi

Tokyo 2020: bronzo nei 400m misti e nei 200m farfalla.
- Mondiali

Budapest 2017: oro nella 4x200m sl.
Gwangju 2019: argento nei 200m farfalla.
Budapest 2022: oro nella 4x200m sl e argento nei 200m farfalla.
- Mondiali in vasca corta

Melbourne 2022: oro nei 400m misti, argento nei 200m farfalla e bronzo nella 4x200m sl.
- Campionati panpacifici

Tokyo 2018: oro nei 200m farfalla.
- Universiadi

Gwangju 2015: oro nella 4x200m sl, bronzo nei 200m farfalla e nei 400m misti